# Araneus missouri
Espèce
Synonymes
- Araneus raui  Levi, 1973 nec Strand, 1907

Araneus missouri est une espèce d'araignées aranéomorphes de la famille des Araneidae.

## Distribution
Cette espèce est endémique du Missouri aux États-Unis,.

## Description
La femelle holotype mesure 5,4 mm.

## Taxinomie
Cette espèce avait été décrite par Levi en 1973 sous le nom Araneus raui en l'honneur de Philip Rau (1885-1948) mais ce nom était préoccupé par Araneus raui Strand, 1907, elle a donc été renommée Araneus missouri par Levi en 2008.

## Étymologie
Son nom d'espèce lui a été donné en référence au lieu de sa découverte, Missouri.

## Publications originales
- Levi, 2008 : Replacement names for two orb-weaving spiders (Araneae, Araneidae, Araneus). Journal of Arachnology, vol. 35, no , p. 561 (texte intégral).
- Levi, 1973 : Small orb-weavers of the genus Araneus north of Mexico (Araneae: Araneidae). Bulletin of the Museum of Comparative Zoology at Harvard College, vol. 145, p. 473-552 (texte intégral).